# Quentin Stafford-Fraser
James Quentin Stafford-Fraser (ur. 18 maja 1967) – angielski naukowiec i przedsiębiorca informatyczny.

## Życiorys
Studiował na uniwersytecie w Cambridge. Pracował w Xerox EuroPARC w Cambridge, gdzie pisał swoją pracę doktorską. Jest współtwórcą systemu przekazywania obrazu VNC, którego ponad 10 milionów kopii jest używanych w wielu aplikacjach.
Współtworzył w 2003 r. Newnham Research Limited (obecnie DisplayLink Corp.). Pracował w światowych organizacjach badawczych, w tym w University of Cambridge, Xerox EuroPARC, Olivetti Research Ltd. i AT&T Labs, zajmując się grafiką w sieciach i interakcją między użytkownikami komputerów. Jest założycielem lub współzałożycielem wielu firm i innych organizacji, takich jak: projekt Ndiyo, Cambridge Visual Networks („Camvine”) i Telemarq Ltd. Jest autorem ponad pięćdziesięciu patentów.

## Trojan Room coffee pot
Zasugerowano, aby ta sekcja została przeniesiona do artykułu [[Ekspres do kawy z Trojan Room]].

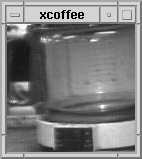
Ekspres w Trojan Room

Stafford-Fraser jest uważany za twórcę pierwszej w historii kamery internetowej: w 1991 roku w jednym z laboratoriów Uniwersytetu Cambridge zespół programistów pracował nad projektem w kilku pomieszczeniach, dysponując wspólnym ekspresem do kawy. Po to aby niepotrzebnie nie chodzić po kawę, kiedy jeszcze dzbanek ekspresu nie był pełny, do komputera Acorn Archimedes przy użyciu karty video została podłączona kamera. Stafford-Fraser stworzył aplikację klienta on nazwie XCoffee, przekazującą obraz serwerowi. Obraz o rozdzielczości 128x128 pikseli był dostępny w odcieniach szarości. W 1991 roku możliwość podglądania ekspresu do kawy była dostępna tylko w sieci lokalnej. W listopadzie 1993 roku wraz z pojawieniem się w przeglądarkach internetowych możliwości wyświetlania obrazów, przekaz został udostępniony w Internecie z użyciem protokołu HTTP. Do 22 sierpnia 2001 roku, kiedy kamera została wyłączona, można było oglądać ekspres z całego świata.